# Bossiaea heterophylla
Bossiaea heterophylla, hay Variable Bossiaea là một loài thực vật có hoa thuộc họ Fabaceae được tìm thấy ở miền đông Úc. Cây có thể cao đến 80 cm.
Nó có mặt ở Wilsons Promontory, Victoria qua bờ biển và New South Wales đến tận Queensland. Nó cũng được ghi nhận ở sườn tây bắc và các đồng bằng của New South Wales, cũng như các vùng bờ biển phía bắc Vịnh Batemans.

## Hình ảnh

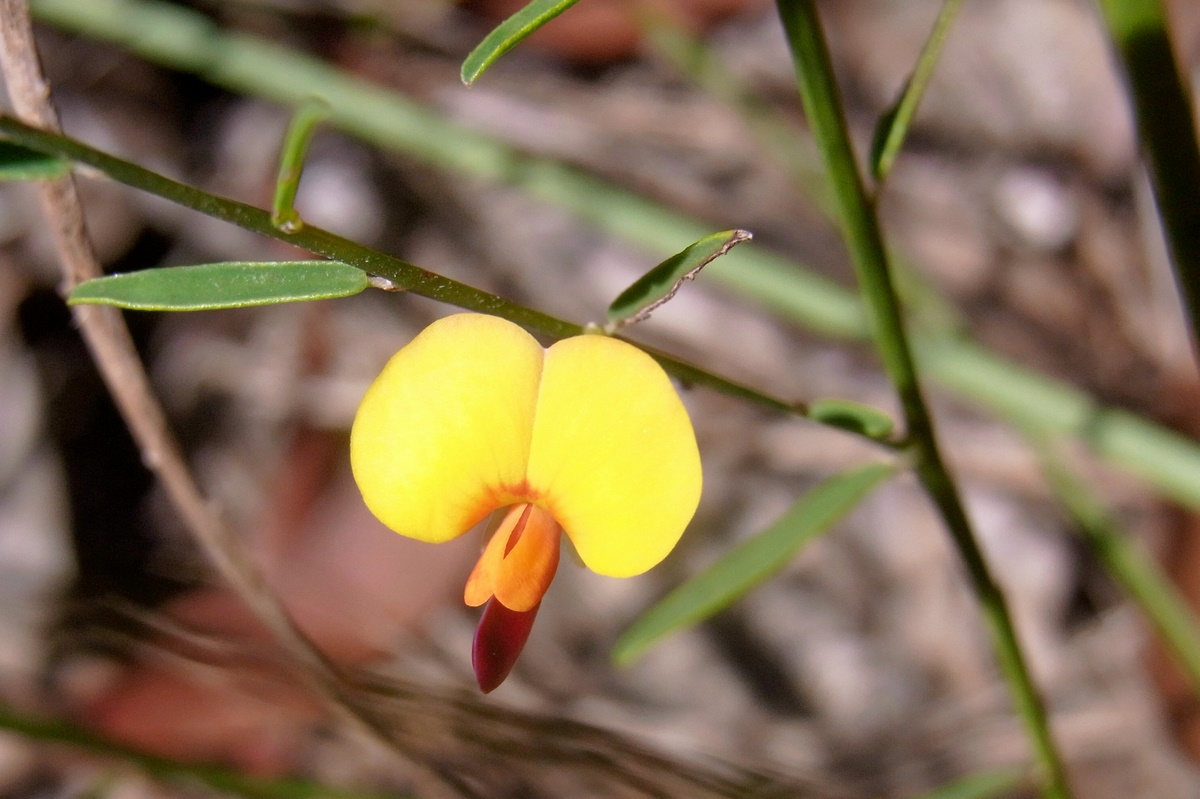
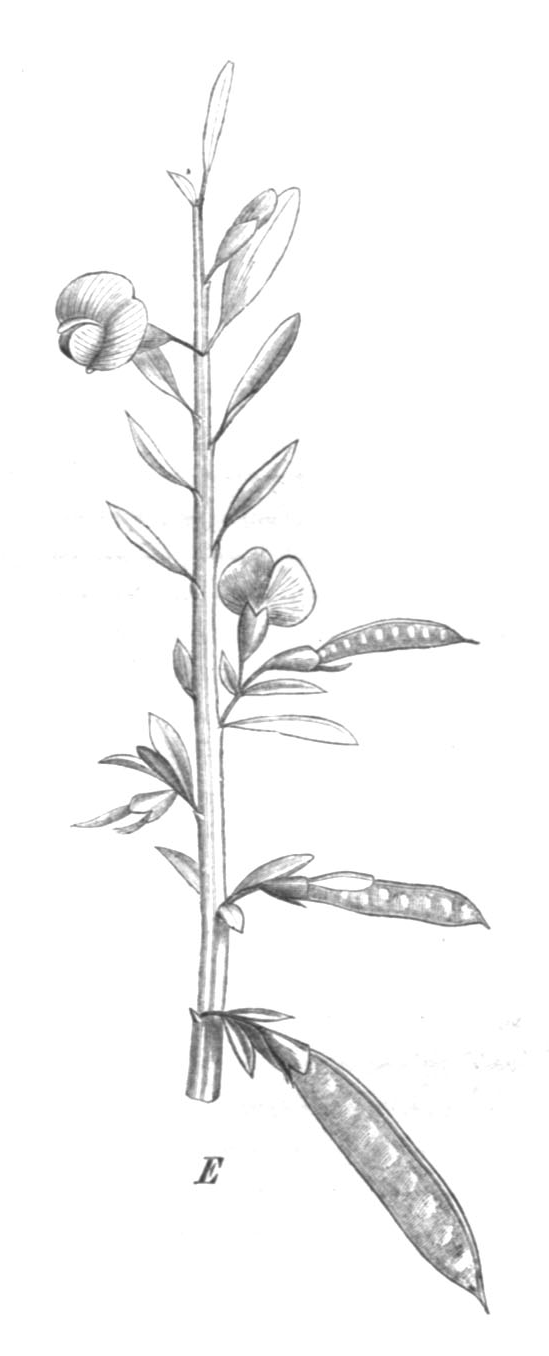
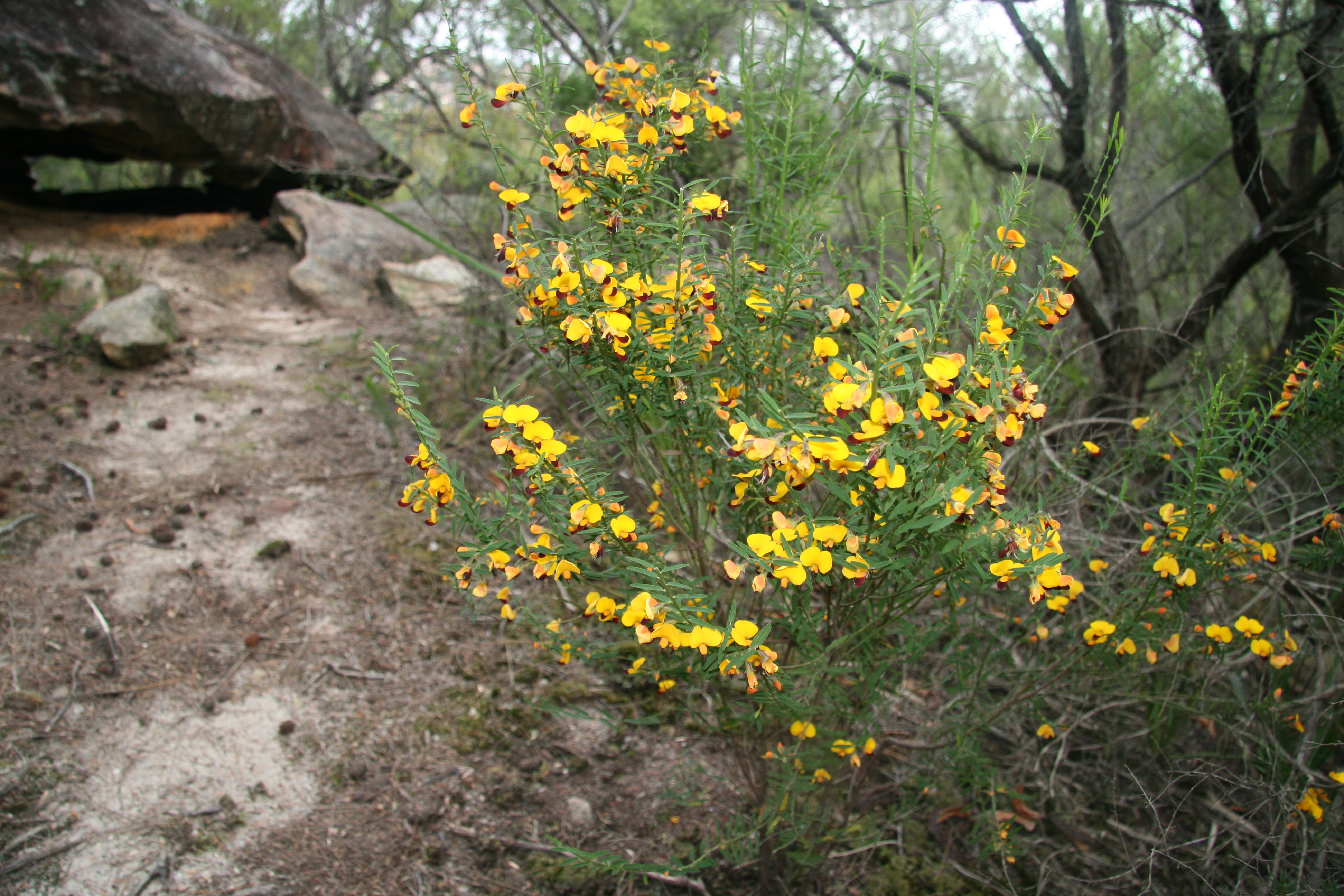
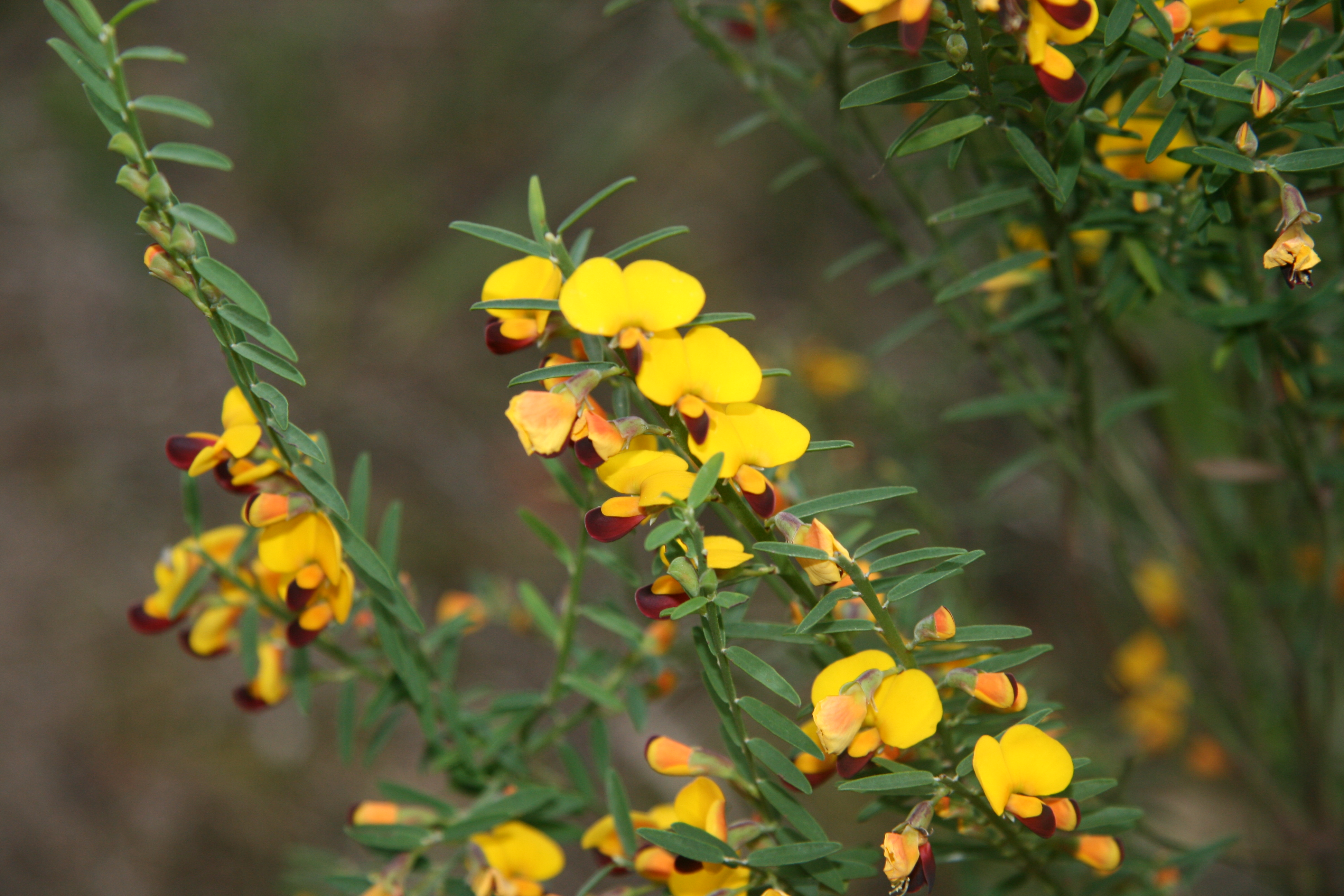